# Meriania tetraquetra
Meriania tetraquetra är en tvåhjärtbladig växtart som beskrevs av José Jéronimo Triana. Meriania tetraquetra ingår i släktet Meriania och familjen Melastomataceae.
Artens utbredningsområde är Peru. Inga underarter finns listade i Catalogue of Life.